# Grüssauer Haus

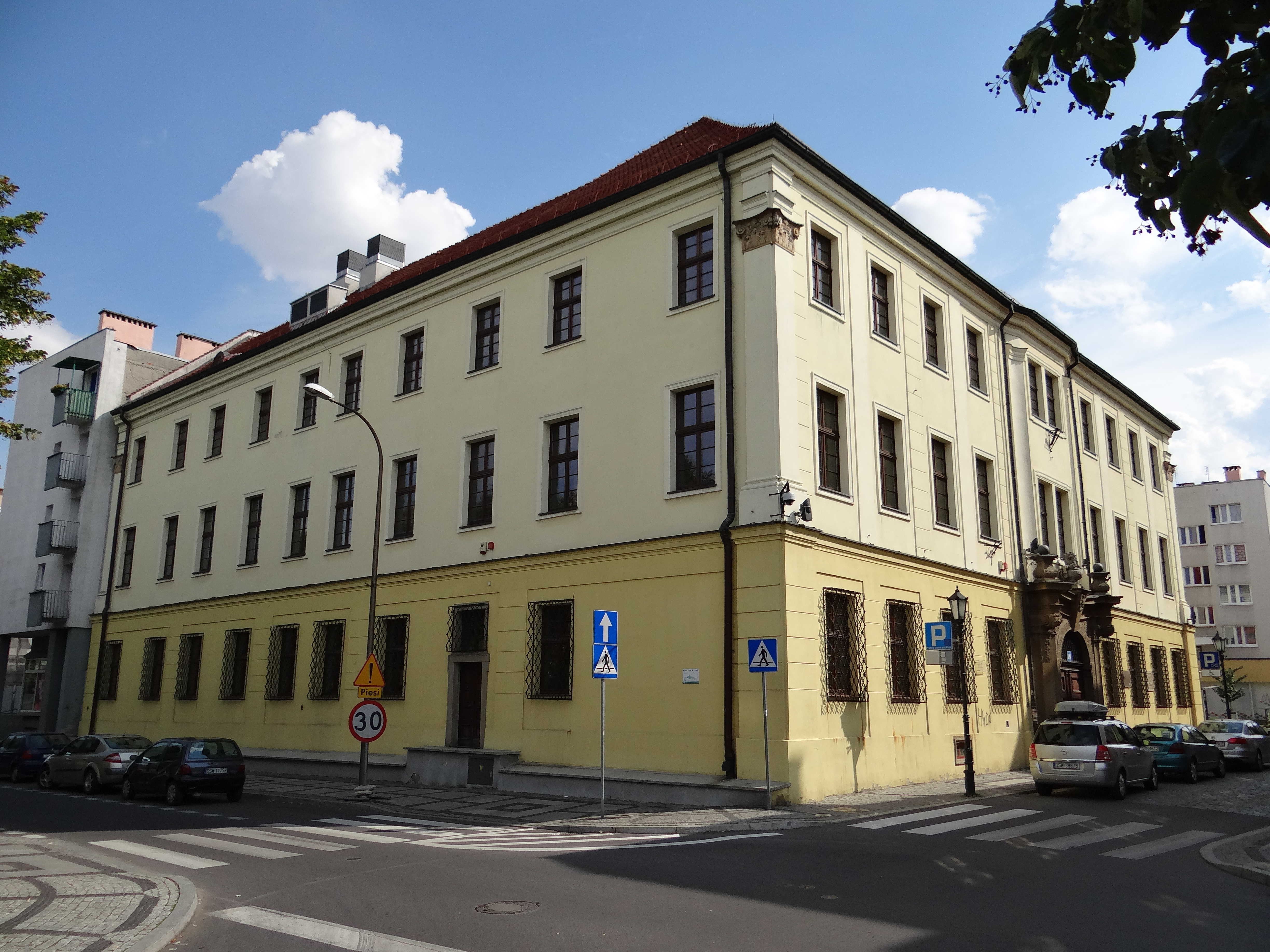
Grüssauer Haus

Das Grüssauer Haus ist ein ehemaliger Stiftshof der Grüssauer Zisterzienseräbte. Er wurde 1723–1725 als deren Stadtresidenz in Schweidnitz, der Hauptstadt des Herzogtums Schweidnitz-Jauer, im Stil des Barock errichtet.

## Geschichte
Das Haus wurde vom Grüssauer Abt Dominicus Geyer nach einem Entwurf des aus Schweidnitz stammenden Baumeisters Felix Anton Hammerschmidt in der Köppenstraße (heute ul. Franciszkańska) errichtet. Es sollte ihm und seinen Nachfolgern als Stadtresidenz und Gästehaus während der Teilnahme an den Landtagssitzungen in Schweidnitz dienen. Es war der bedeutendste Profanbau des Abtes Dominicus. Der dreigeschossige Bau wurde als eine vierflügelige Anlage mit Innenhof erbaut. Das von Konsolen mit Masken bekrönte Portal schuf der Schweidnitzer Bildhauer Georg Leonhard Weber. Über dem Schlussstein befindet sich der Schlesische Adler. Das Erdgeschoss wurde mit Tonnengewölbe sowie Böhmischen Kappen mit Stuckrahmungen gestaltet.
Als nach dem Ersten Schlesischen Krieg Schweidnitz wie fast ganz Schlesien an Preußen fiel, übergab der neue Landesherr König Friedrich II. das Grüssauer Äbtehaus seinem Günstling Heinrich August de la Motte Fouqué, der ein Feind der Priester und Mönche war. Nach der Säkularisation der Grüssauer Besitzungen 1810 diente es zunächst als Arsenal und danach als Finanzamt. Nach dem Zweiten Weltkrieg 1945 gelangte es mit fast ganz Schlesien an Polen. Seither wird es als Pałac opatów cystersów krzeszowskich bzw. auch als Dawny Dwór opatów krzeszowskich bezeichnet. Seit der Renovierung 2005 befindet sich dort die Städtische Bibliothek (Biblioteka Miejska).